# Saint-Loup, Charente-Maritime
Saint-Loup là một xã trong tỉnh Charente-Maritime trong vùng Nouvelle-Aquitaine, tây nam nước Pháp. Xã Saint-Loup, Charente-Maritime nằm ở khu vực có độ cao từ 2-48 mét trên mực nước biển.